# Gwinea na Letnich Igrzyskach Olimpijskich 2012
Gwinea na Letnich Igrzyskach Olimpijskich 2012, które odbyły się w Londynie, była reprezentowana przez 4 zawodników.
Był to dziesiąty start reprezentacji Gwinei na letnich igrzyskach olimpijskich.

## Reprezentanci

### Judo
| Zawodnik      | Konkurencja | 1/16                     | 1/8               | Ćwierćfinał       | Półfinał          | Repasaż 1         | Repasaż 2         | Finał   | Finał   |
| Zawodnik      | Konkurencja | Przeciwnik Punkty        | Przeciwnik Punkty | Przeciwnik Punkty | Przeciwnik Punkty | Przeciwnik Punkty | Przeciwnik Punkty | Miejsce | Miejsce |
| ------------- | ----------- | ------------------------ | ----------------- | ----------------- | ----------------- | ----------------- | ----------------- | ------- | ------- |
| Facinet Keita | + 100 kg    | Ricardo Blas P 0002-0101 | NQ                | NQ                | NQ                | NQ                | NQ                | NQ      | NQ      |

### Lekkoatletyka
Mężczyźni
| Zawodnik      | Konkurencja | Eliminacje | Eliminacje | Ćwierćfinał | Ćwierćfinał | Półfinał | Półfinał | Finał | Finał   |
| Zawodnik      | Konkurencja | Wynik      | Miejsce    | Wynik       | Miejsce     | Wynik    | Miejsce  | Wynik | Miejsce |
| ------------- | ----------- | ---------- | ---------- | ----------- | ----------- | -------- | -------- | ----- | ------- |
| Mamadou Barry | 1500 m      | 4:05,08    | 42.        | —           | —           | NQ       | NQ       | NQ    | NQ      |

Kobiety
| Zawodnik      | Konkurencja | Eliminacje | Eliminacje | Ćwierćfinał | Ćwierćfinał | Półfinał | Półfinał | Finał | Finał   |
| Zawodnik      | Konkurencja | Wynik      | Miejsce    | Wynik       | Miejsce     | Wynik    | Miejsce  | Wynik | Miejsce |
| ------------- | ----------- | ---------- | ---------- | ----------- | ----------- | -------- | -------- | ----- | ------- |
| Aissata Toure | 100 m       | 13,25      | 24.        | NQ          | NQ          | NQ       | NQ       | NQ    | NQ      |

### Pływanie
Kobiety
| Zawodniczka | Konkurencja          | Eliminacje | Eliminacje | Półfinał | Półfinał | Finał    | Finał   |
| Zawodniczka | Konkurencja          | Rezultat   | Pozycja    | Rezultat | Pozycja  | Rezultat | Pozycja |
| ----------- | -------------------- | ---------- | ---------- | -------- | -------- | -------- | ------- |
| Dede Camara | 100 m st. klasycznym | 1:38,54    | 46.        | NQ       | NQ       | NQ       | NQ      |